# Unterhaltungen deutscher Ausgewanderten
Unterhaltungen deutscher Ausgewanderten ist eine Novellensammlung von Johann Wolfgang von Goethe, erschienen 1795.

## Inhalt
Baronesse von C., „eine Witwe in mittleren Jahren“, musste mit ihrer Familie, Verwandten, Hausfreunden und Bediensteten aus linksrheinischem deutschen Gebiet fliehen, weil die französische Revolutionsarmee in Deutschland eingedrungen war. In der Emigrantengruppe spiegeln sich die Spannungen der Zeit zwischen Bewahrung des Alten und Aufbruch zu neuem: Auf der einen Seite stehen der älteste Sohn Friedrich als Organisator der Fahrt zum Gut auf der rechten Rheinseite, die Tochter Luise, deren Bräutigam für die alliierte Armee kämpft, und der katholische Geistliche. Mit der Freiheitsidee der Revolution und ihrem Bestreben, „der alten Sklaverei ein Ende zu machen“, sympathisieren Vetter Karl und der Hofmeister, der Lehrer des jüngeren Sohnes. Die Baronesse versucht auszugleichen. Für sie ist die Flucht Gelegenheit, die Tugend der Unparteilichkeit und Verträglichkeit zu üben. „Die bürgerliche Verfassung, sagt sie, scheint wie ein Schiff zu sein, das eine große Anzahl Menschen […] über ein gefährliches Wasser, und selbst zu Zeiten des Sturms, hinüberbringt; nur in dem Augenblicke, wenn das Schiff scheitert, sieht man, wer schwimmen kann […]. Wir sehen meist die Ausgewanderten ihre Fehler und albernen Gewohnheiten mit sich in der Irre herumführen und wundern uns darüber […]. Wie selten, dass uns die reine Tugend irgend eines Menschen erscheint, der wirklich für andere zu leben, für andere sich aufzuopfern getrieben wird!“. Die gemischte Stimmung der Gruppe wird durch einen Vergleich beschrieben: „[W]ie wir manchmal in der Komödie eine Zeitlang, ohne über die absichtlichen Possen zu lachen, ernsthaft zuschauen können, dagegen aber sogleich ein lautes Gelächter entsteht, wenn in der Tragödie etwas Unschickliches vorkommt, so wird auch ein Unglück in der wirklichen Welt, das die Menschen aus der Fassung bringt, gewöhnlich von lächerlichen, oft auf der Stelle, gewiss aber hinterdrein belachten Umständen begleitet sein.“
Als die Baronesse die mit ihr befreundete Familie des Geheimrats von S., einem Verfechter des alten Systems, auf ihrem Gut aufnimmt, nehmen die politischen Diskussionen an Schärfe zu. Herr von S. kritisiert Karls jugendliche Idealisierung der Revolution und prangert den „Unterdrückungsgeist derer, die das Wort Freiheit immer im Munde führten“ an. Doch dieser steigert sich in seiner Anklage des alten Systems hinein und greift den Geheimrat als dessen Repräsentanten an, so dass dieser empört abreist. Die Baronesse ist über ihren Neffen verärgert und ermahnt ihn zu höflicher gesellschaftlicher Form, gerade in dieser Zeit der Bedrohung und in Hörweite der die Stadt Mainz beschießenden Kanonen, um gegenseitige Verletzungen zu vermeiden. Sie vereinbaren als Regel, in ihren Unterhaltungen die Gegenwart auszuschließen. Die Baronesse und Luise diskutieren mit dem Geistlichen über die Gestaltung. Er schlägt vor, Geschichten zu erzählen, die nicht nur durch ihre Neuheit die Zuhörer zerstreuen, sondern „die durch eine geistreiche Wendung uns immer zu erheitern Anspruch machen, manche, die uns die menschliche Natur und ihre innern Verborgenheiten auf einen Augenblick eröffnen, andere wieder, deren sonderbare Albernheiten uns ergötzen.“ Er selbst habe alte Geschichten gesammelt, sie verändert und neue geschrieben, die „einen Charakter zu haben schienen, die [s]einen Verstand, die [s]ein Gemüt berührten und beschäftigten, und die [ihm], wenn [er] wieder daran dachte, einen Augenblick reiner und ruhiger Heiterkeit gewährten.“ An zwei Tagen werden vom Geistlichen, Friedrich und Karl zwei Gespenstergeschichten, zwei Anekdoten, zwei moralische Erzählungen und das Märchen vorgetragen, und die literarische Gesellschaft diskutiert sie inhaltlich und vor allem formal in Bezug auf Merkmale der kleinen epischen Kunstformen, unter anderem der Novellentheorie.

### Die Erzählungen des ersten Abends
Nachdem die Baronesse sich zurückgezogen hat, sprechen sie weiter über die Geschichtenauswahl, wobei der Geistliche sich auf rätselhafte Ereignisse konzentriert. Er findet es „am bequemsten, dass wir dasjenige glauben, was uns angenehm ist, ohne Umstände das verwerfen, was uns unangenehm wäre, und dass wir übrigens wahr sein lassen, was wahr sein kann.“ Und dazu gehöre auch „die entschiedene Neigung unserer Natur, das Wunderbare zu glauben.“ Als Beispiel dafür trägt er die Geistergeschichte von der Sängerin Antonelli vor, die er auf einer Italienreise erlebt habe. Es folgen an diesem Abend noch drei andere geheimnisvolle Erzählungen, deren Rätsel nicht aufgelöst werden.
Die Sängerin Antonelli
Die Sängerin Antonelli, „Liebling des neapolitanischen Publikums“, hat viele Verehrer und Liebhaber, will sich jedoch nicht fest binden. Sie sucht dagegen einen Freund, mit dem sie ihre Probleme besprechen kann und der sie berät. Sie meint ihn in einem in ihren Augen perfekten – sowohl geistig, körperlich und tugendhaft – jungen Genueser gefunden zu haben. Doch er will auch ihr Geliebter werden und als dies geschehen ist, reagiert er auf andere Gesellschafter immer eifersüchtiger und will sie allein für sich besitzen. Sie will jedoch ihre Freiheit bewahren. „Durch die Anmaßung ihre Freiheit einzuschränken hatte der Freund schon viel in ihren Augen verloren; wie ihre Neigung zu ihm abnahm, hatte ihre Aufmerksamkeit auf ihn zugenommen; endlich hatte die Entdeckung, dass er in seinen eigenen Angelegenheiten so unklug gehandelt habe, ihr nicht die günstigsten Begriffe von seinem Verstande und seinem Charakter gegeben.“ So trennt sie sich von ihm. Nachdem er seine Selbsttäuschung erkannt hat, in eine Krise geraten und sehr krank geworden ist, pflegt ihn die Sängerin aus Pflicht- und Mitgefühl. Seine Hoffnung, dass nach seiner Genesung die alte Beziehung erneuert wird, erfüllt sie aber nicht. Sie reagiert auch nicht mehr auf seine Bitten, sie noch einmal zu sehen, als er erneut erkrankt und stirbt. Nun beginnen nachts im Haus der Sängerin merkwürdige Erscheinungen, die sie auch auf ihren Reisen begleiten und deren Ursachen trotz Nachforschungen unerklärlich bleiben: ängstliche, mysteriöse Klagelaute und Schreckensruf, flinten- oder pistolenähnliche Schüsse, ohne dass jedoch eine Scheibe oder etwas anderes zerstört wird. Die Reaktionen der Gesellschaft schwanken zwischen Entsetzen, Ohnmachtsanfällen der Damen und sensationslüsterner Neugier. Einen letzten Schuss hört die Sängerin, als sie eines Abends in einer Kutsche mit einer Freundin am Haus des verstorbenen Genuesers vorbeifährt. Der Kutscher beschleunigt den Wagen und hebt die zwei Damen ohnmächtig aus dem Wagen. Ab diesem Zeitpunkt wandelt sich der geheimnisvolle Ton zuerst in Beifallklatschen und später in einen angenehmeren Klang, bis er bald gänzlich verschwindet.
Im Anschluss an die Erzählung diskutiert die Gesellschaft über rational nicht erklärbare Ereignisse. Auf die Zweifel seiner Zuhörer an der Wahrheit der Geistergeschichte erwidert der Erzähler, „sie müsse wahr sein, wenn sie interessant sein solle; denn für eine erfundene Geschichte habe sie wenig Verdienst.“ D.h. man muss daran glauben, dass es „wunderbare Begebenheiten“ gibt und dass „geistige Naturen […] auf Elemente und Körper wirken können“, um die Geschichte zu schätzen. Der Geistliche erklärt die Geistererscheinungen mit den letzten Worten des enttäuschten Liebhabers: „Sie vermeidet mich, aber auch nach meinem Tode soll sie keine Ruhe vor mir haben. Mit dieser Heftigkeit verschied er, und nur zu sehr mussten wir erfahren, dass man auch jenseits des Grabes Wort halten könne.“
Das rätselhafte Klopfen
Fritz greift die Spukthematik auf und erzählt die Geschichte eines jungen Mädchens, das als Waise im Schloss eines Edelmanns erzogen wurde. Zu einem Zeitpunkt, als Freier die hübsche muntere Vierzehnjährige umwarben, wurden ihre Schritte durchs Haus von lautem Pochen begleitet, deren Ursache nicht geklärt werden konnte. Erst nachdem der verärgerte Hausherr drohte, sie mit der Peitsche zu Tode zu prügeln, hört der Spuk auf, aber das Mädchen „zehrte sich über diesen Vorfall beinahe völlig ab und schien dem traurigen Geiste gleich“. Die Unterhaltung über diesen von Fritz selbst erlebten Fall wird unterbrochen durch das Geräusch der zerbrechenden Schreibtischplatte. Gleichzeitig erblicken sie den Feuerschein aus der Richtung des Gutshofes der Tante, wo vielleicht gerade der Zwillingsschreibtisch verbrennt. Man will dieser Vermutung nachgehen – und Friedrich bestätigt sie am nächsten Morgen nach einer Besichtigung des Brandhauses – doch für Karl ist das unwichtig, denn „eine einzelne Handlung oder Begebenheit [sei] interessant, nicht weil sie erklärlich oder wahrscheinlich, sondern weil sie wahr [sei].Wenn gegen Mitternacht die Flamme den Schreibtisch der Tante verzehrt hat, so ist das sonderbare Reißen des unseren zu gleicher Zeit für uns eine wahre Begebenheit, sie mag übrigens erklärbar sein und zusammenhängen, mit was sie will.“
Karl trägt nun zwei Geschichten aus den Memoiren des französischen Marschalls Bassompierre vor.
Die schöne Krämerin
Eine schöne Krämerin spricht den Marschall vor ihrem Geschäft an und signalisiert ihm ihre Zuneigung. Er geht darauf ein und verbringt mit ihr eine Nacht im Haus einer Kupplerin. Da die Pest in Paris grassiert, lässt er das Zimmer mit frischem Bettzeug ausstatten. Die Krämerin und der Marschall finden Gefallen aneinander und vereinbaren einen weiteren Termin zwei Tage später, doch sie möchte nicht noch einmal in einem Dirnenquartier unterkommen und schlägt das Haus ihrer Tante vor. Als er dort eintrifft, ist die Geliebte nicht da. Im vorgesehenen Zimmer liegen zwei Leichen und das Bettstroh wird, wie bei Pestfällen üblich, verbrannt. Da der Marschall eine Reise nach Lothringen unternehmen muss, kann er erst, nachdem er in die Stadt zurückgekehrt ist, nach der Krämerin suchen. Ihr Laden ist inzwischen in anderen Händen und die Händler wissen nichts von der Vormieterin.
Der Schleier
Ein Ahnherr des Marschalls trifft sich zwei Jahre lang jeden Montag mit seiner Geliebten im Sommerhaus, während ihn seine Frau auf der Jagd wähnt. Als sie eines Morgens dort die beiden schlafend entdeckt, legt sie ihnen ihren Schleier auf ihre Füße. Darüber erschrickt die Liebhaberin so sehr, dass sie die Beziehung abbricht und verschwindet. Sie hinterlässt aber den drei Töchtern Fruchtmaß, Ring und Becher als Geschenke, mit dem Rat, sie sorgsam zu verwahren. Noch ihre Nachkommen betrachten sie als Glücksbringer.

### Die Erzählungen des nächsten Morgens und Abends
Am nächsten Morgen will der Geistliche mit seinen Geschichten beginnen. Die Baronesse fordert, dass Novellenregeln eingehalten werden: wenige Personen und Handlungen, wahre, natürliche, interessante, aber liebenswürdige und nicht gemeine Begebenheiten, nicht zu weitschweifendes Erzählen, und zwar im rechten Maß der Aktionen und besinnlicher Verlangsamung. „Ihre Geschichte sei unterhaltend, so lange wir sie hören, befriedigend, wenn sie zu Ende ist, und hinterlasse uns einen stillen Reiz, weiter nachzudenken.“ Daraufhin wählt der alte Hausfreund die Erzählung vom Prokurator aus, deren Vorlage der französischen Sammlung Cent Nouvelles Nouvelles entnommen ist. Anschließend wünscht die Baronesse eine moralische Parallelgeschichte, die vom jungen Ferdinand, zu hören.
Der Prokurator
Die Geschichte handelt einem italienischen Kaufmann, der von Jugend an durch „Tätigkeit und Klugheit“ auf seinen Seereisen nach Alexandria Waren günstig einkauft und mit Gewinn veräußert. Der Handel wird zu seinem Lebensinhalt und er vergrößert seinen Reichtum, leidet aber mit zunehmendem Alter unter seiner privaten Einsamkeit. So heiratet er eine schöne, gut erzogene Sechzehnjährige, gibt seine Reisen auf und lebt ein Jahr lang mit seiner Frau in größter Zufriedenheit. Doch fehlt ihm immer mehr sein Überseehandel: Der späte Tausch des „umherstreifenden Lebens“ gegen die „häusliche Glückseligkeit“ gefällt ihm nicht mehr und er grübelt: „Mit Unrecht hält man die Menschen für Toren, welche in rastloser Tätigkeit Güter auf Güter zu häufen suchen; denn die Tätigkeit ist das Glück, und für den, der die Freuden eines ununterbrochenen Bestrebens empfinden kann, ist der erworbene Reichtum ohne Bedeutung. Aus Mangel an Beschäftigung werde ich elend, aus Mangel an Bewegung krank, und wenn ich keinen andern Entschluss fasse, so bin ich in kurzer Zeit dem Tode nahe.“ Die Sesshaftigkeit macht ihn fast krank und er beschließt, wieder zum Markt in Alexandria zu segeln, aber er macht sich Gedanken, ob er von seiner jungen schönen Frau Treue verlangen dürfe. Deshalb spricht er mit ihr offen über dieses Problem: „Du bist ein edles und gutes Kind; aber die Forderungen der Natur sind rechtmäßig und gewaltsam, sie stehen mit unserer Vernunft beständig im Streite und tragen gewöhnlich den Sieg davon.“ Deshalb hat er Verständnis, wenn sie in seiner Abwesenheit eine Affäre hat, aber er gesteht ihr einen Liebhaber nur unter einer Bedingung zu: „Fühlst du dich geneigt, dich nach einem Freunde umzusehen, so forsche nach einem, der diesen Namen verdient, der bescheiden und verschwiegen die Freuden der Liebe noch durch die Wohltat des Geheimnisses zu erheben weiß.“ Seine Frau ist über seine Abreise traurig und beteuert die Abwegigkeit seiner Gedanken.
Der Kaufmann begibt sich nun auf die Reise. Währenddessen erscheinen immer mehr junge Leute vor dem Hause der Frau und unterhalten sie mit Serenaden. Sie denkt an die klugen Worte ihres Mannes und sieht, dass unter den Sängern und Musikanten vor allem lustige, leichtlebige, wenig vertrauenswürdige junge Männer sind. Aber sie fühlt, wie es ihr Mann vorausgesagt hat, in sich den Wunsch nach einem Freund und verliebt sich in einen jungen Rechtsgelehrten, den Prokurator, der in der Stadt wegen seiner Ehrenhaftigkeit sehr gelobt wird. Sie lädt ihn zu sich ein und informiert ihn über ihren von ihrem Gatten erlaubten Wunsch. Dieser kennt den Kaufmann von früher und findet für die in ihn Verliebte eine listige Therapie für ein tugendhaftes Leben. Zuerst bestätigt er ihren Wunsch durch die Rechtslage, die ihr die Freiheit gegenüber ihrem lange abwesenden und sie vernachlässigenden Ehemann gebe, zumal dieser der Natur vor der Pflicht die Priorität eingeräumt habe. Ihr Ansinnen sei somit legitim und er seinerseits sei erfreut ihr „Diener“ sein zu können. Aber unglücklicherweise habe er während einer kürzlich überstandenen Krankheit ein strenges Fasten- und Keuschheitsgelübde abgelegt, das in zwei Monaten beendet sein werde. Wenn sie bereit sei, die Hälfte davon zu übernehmen, verkürze sich die Zeit und sie könnten sich früher lieben. Die Frau hört das nicht gern, willigt jedoch ein und ändert daraufhin ihre Lebensart. Die Enthaltsamkeit schwächt ihre körperlichen Kräfte, aber sie reift seelisch, wofür sie dem Prokurator dankbar ist: „Sie haben mich mir selbst gegeben […] Wahrlich! mein Mann war verständig und klug, und kannte das Herz einer Frau […]. Aber Sie, mein Herr, Sie sind vernünftig und gut; Sie haben mich fühlen lassen, dass außer der Neigung noch etwas in uns ist, das ihr das Gleichgewicht halten kann, dass wir fähig sind, jedem gewohnten Gut zu entsagen und selbst unsere heißesten Wünsche von uns zu entfernen. Sie haben mich in diese Schule durch Irrtum und Hoffnung geführt; aber beide sind nicht mehr nötig, wenn wir uns erst mit dem guten und mächtigen Ich bekannt gemacht haben, das so still und ruhig in uns wohnt, und solange, bis es die Herrschaft im Hause gewinnt, wenigstens durch zarte Erinnerungen seine Gegenwart unaufhörlich merken lässt.“ Und mit diesen Worten verabschiedet sie ihn und bittet ihn, auch anderen Menschen in ähnlicher Weise zu helfen, dann werde er den Titel „Vater des Vaterlandes“ verdienen.
Die Baronesse lobt den Alten für seine Erzählung und gibt ihr gar den „Ehrentitel einer moralischen Erzählung“ und dieser ergänzt „Nur diejenige Erzählung verdient moralisch genannt zu werden, die uns zeigt, dass der Mensch in sich eine Kraft habe, aus Überzeugung eines Bessern, selbst gegen seine Neigung zu handeln.“
Ferdinand
Der junge Ferdinand hat zwei Seelen in seiner Brust. Er hat das frohsinnige, leidenschaftliche und verschwenderische Temperament seines Vaters und die ruhige, haushälterische und solidarische Natur seiner Mutter. Sein Vater ist als Kaufmann durch erfolgreiche Spekulationen zu Wohlstand gekommen und kann ein „vergnügliches und genussreiches Leben“ führen und „dabei von jedermann geschätzt und geliebt“ werden. Das imponiert dem Sohn einerseits, andererseits ist er verärgert, weil er nicht ebenso leben kann und das vom Vater ihm zur Verfügung gestellte Geld nur für bescheidene Unternehmungen ausreicht. Diesen Engpass spürt er vermehrt, als er sich mit 18 Jahren in die schöne und von vielen umworbene Ottilie verliebt und er sie durch gesellschaftliche Auftritte beeindrucken will. Da entdeckt er zufällig, dass das Schloss des väterlichen Schreibtischs defekt ist und er aus der Schublade unbemerkt Geld nehmen kann, genau wie der Vater, der darüber nicht Buch führt und offenbar keinen Überblick über seine Finanzen hat. Nun kann er das Mädchen großzügig ausführen und ihr Geschenke schicken, ohne dass sie den Absender kennt. Als sie es herausfindet, will sie sie ihm zurückgeben, doch er gesteht ihr seine Liebe, und sie verspricht ihm, auf ihn zu warten, bis er einen eigenen Haushalt finanzieren könne.
Nach ihrer Reise zu den Eltern verringern sich wieder seine Ausgaben, er kommt zur Besinnung und beschließt, die Quelle zu verschließen, indem er den Vater den Defekt wie zufällig entdecken lässt, und nach und nach die Schulden zurückzuzahlen. „Es ward ihm nach und nach deutlich, dass nur Treue und Glauben die Menschen schätzenswert mache, dass der Gute eigentlich leben müsse, um alle Gesetze zu beschämen, indem ein anderer sie entweder umgehen oder zu seinem Vorteil gebrauchen mag.“ Er engagiert sich jetzt stärker im väterlichen Geschäft und erkundet in der Provinz günstige Produktionsbedingungen. Die neue Aufgabe und die ländliche Gegend beleben ihn: „[S]ie waren Labsal und Heilung für sein verwundetes Herz; denn nicht ohne Schmerzen konnte er sich des väterlichen Hauses erinnern, in welchem er, wie in einer Art von Wahnsinn, eine Handlung begehen konnte, die ihm nun das größte Verbrechen zu sein schien“. Mit einem Freund der Familie plant er den Aufbau einer Fabrikationsstätte. Dieser unterstützt ihn und hofft ihn mit seiner Nichte, seiner Erbin, zu verheiraten. Sie ist „ein wohlgebildetes, gesundes und auf jede Weise gutgeartetes Mädchen“ und Ferdinand kann sie sich als „Haushälterin und Beschließerin“ Ottiliens gut vorstellen. Er behandelt sie freundlich, lobt ihre Sorgfalt und erweckt damit unbewusst ihre Erwartungen. Vor seiner Rückreise nutzt er die Gelegenheit zum günstigen Warenkauf und mit dem Verkaufsgewinn könnte er unbemerkt seine Schulden bezahlen: „Mit welcher Freude er die Waren packen und laden ließ, war nicht auszusprechen; mit welcher Zufriedenheit er seinen Rückweg antrat, lässt sich denken; denn die höchste Empfindung, die der Mensch haben kann, ist die, wenn er sich von einem Hauptfehler, ja von einem Verbrechen durch eigne Kraft erhebt und losmacht. Der gute Mensch, der ohne auffallende Abweichung vom rechten Pfade vor sich hinwandelt, gleicht einem ruhigen lobenswürdigen Bürger, da hingegen jener als ein Held und Überwinder Bewunderung und Preis verdient, und in diesem Sinne scheint das paradoxe Wort gesagt zu sein, dass die Gottheit selbst an einem zurückkehrenden Sünder mehr Freude habe, als an neunundneunzig Gerechten.“
Sein Plan scheitert jedoch daran, dass inzwischen sein Vater das Fehlen des Geldes entdeckt hat und sein gesamtes Haus des Diebstahls verdächtigt. Seine Frau kann ihn jedoch überreden, da er keine Beweise hat, zuerst einmal zu schweigen und die Situation genau zu untersuchen. Der Besuch von Ottiliens Tante, die ihr von der Beziehung ihrer Nichte zu Ferdinand und seinen Geschenken erzählt, lenkt ihren Verdacht auf den Sohn und sie konfrontiert ihn damit nach seiner Rückkehr. Er gesteht alles. Doch neben den von ihm aus der Schublade genommenen Silbermünzen fehlen auch Goldmünzen, und die Mutter glaubt ihm nicht:. „Am tiefsten verwundete ihn der Gedanke, dass sein redlicher Vorsatz, sein männlicher Entschluss, sein befolgter Plan, das Geschehene wieder gut zu machen, ganz verkannt, ganz geleugnet, gerade zum Gegenteil ausgelegt werden sollte. Wenn ihn jene Vorstellung zu einer dunklen Verzweiflung brachten, indem er bekennen musste, dass er sein Schicksal verdient habe, so ward er durch diese aufs innigste gerührt, indem er die traurige Wahrheit erfuhr, dass die Übeltat selbst gute Bemühungen zu Grunde zu richten imstande ist. Diese Rückkehr auf sich selbst, diese Betrachtung, dass das edelste Streben vergebens sein sollte, machte ihn weich, er wünschte nicht mehr zu leben.“ Als Ferdinand durch den Verkauf der Waren seine Schulden bezahlen kann und die Goldmünzen in einer anderen Kasse gefunden werden, ist für die Mutter der Fall abgeschlossen. Ferdinand informiert seinen Vater von seinen Plänen, dieser billigt sie, auch eine Ehe mit Ottilie ist ihm recht, doch das Mädchen kann auf die städtische Gesellschaft nicht verzichten und will nicht aufs Land ziehen. Ferdinand entdeckt jetzt an ihr egozentrische, eitle und launische Eigenschaften und sie geben sich ihr Wort zurück. Er verwirklicht sein Projekt auf dem Land mit dem Kompagnon und heiratet „das gute, natürliche Mädchen“. Nach einigen Jahren begegnet ihm der Erzähler „umgeben von einer zahlreichen wohlgebildeten Familie“.
Am Abend schließt der Geistliche den Erzählzyklus mit dem Märchen: „Auch das gehört zum Genuss an solchen Werken, dass wir ohne Forderungen genießen; denn sie selbst kann nicht fordern, sie muss erwarten, was ihr geschenkt wird; sie macht keine Plane, nimmt sich keinen Weg vor, sondern sie wird von ihren eigenen Flügeln getragen und geführt und indem sie sich hin- und herschwingt, bezeichnet sie die wunderlichen Bahnen, die sich in ihrer Richtung stets verändern und wenden.“ Der Erzähler des Märchens begleitet seine Figuren abwechselnd durch die Symbolhandlung, indem einige zurückgelassen werden und immer wieder andere in den Vordergrund treten und die Ausgeblendeten dann nach und nach wieder auftauchen.
Das Märchen
Schauplatz des Märchens ist eine erst allmählich erkennbare antike Landschaft, die durch einen Fluss geteilt ist. Überquert werden kann dieser nur durch den Fährmann, die Schlange, wenn sie sich am Mittag in eine Brücke verwandelt und den abendlichen Schatten eines gewaltigen Riesen. Unterirdisch befindet sich nahe dem Fluss in einer gebirgigen Gegend ein Tempel, der vier Könige in Form von Statuen beherbergt.
Neben einer Alten, die einen toten Mops zu beklagen und außerdem Schulden beim Fährmann hat, machen sich auch die grüne Schlange und ein Jüngling auf den Weg zur schönen Lilie. Diese vermag es, durch bloße Berührung Totes lebendig zu machen und Lebendiges zu töten.
Die schöne Lilie hat den Tod ihres geliebten Kanarienvogels zu betrauern und der Jüngling richtet sich selbst durch die freiwillige Berührung der schönen Lilie, die er liebt. Um beide zu retten, opfert sich die grüne Schlange auf. Aus ihren Überresten entsteht eine dauerhafte Brücke über den Fluss. Außerdem setzt sich der unterirdische Tempel in Bewegung, unterquert den Fluss und steigt am gegenüberliegenden Flussufer auf und nimmt die Hütte des Fährmanns als Altar in sich auf. Der Jüngling wird zum König ernannt und nimmt die schöne Lilie zu seiner Frau. Das Volk ist begeistert, drängt in den Tempel und bestaunt dort seinen König, seine Königin und deren Gefolge.

## Rahmenhandlung
Das Konzept der Rahmenhandlung – der realen Situation einer Gruppe, die einen Zerfall der Kultur erlebt, wird als Hort der Kultur eine Erzählwelt entgegengesetzt – hat Goethe von Boccaccios Decamerone übernommen. Was bei Boccaccio die Pest in Florenz ist, ist bei Goethe der Ausbruch der Französischen Revolution und ihre Auswirkungen auf Deutschland. Doch zeigt sich bei ihm, dass die Rahmengesellschaft in ihrer Funktion versagt. Es gelingt nicht mehr, das schreckliche Ereignis, das die Rahmengesellschaft konstituiert und dazu motiviert, sich mittels Erzählungen über das drohende Schicksal zu vertrösten, mittels Erzählen vergessen zu machen. Im Gegenteil: Das Ereignis der Revolution dringt in den Themenkreis der Rahmengesellschaft ein (zunächst streitet der junge Karl als Befürworter der Revolution mit dem konservativen alten Geheimrat, der aus Verärgerung die Gesellschaft verlässt, später bricht ein Bedienter in die Runde ein und berichtet von Feuer auf den Gütern, die den Franzosen in die Hand gefallen sind). Etwa ein Zehntel (insbesondere der Einstieg) handelt direkt oder indirekt von den außenpolitischen Verhältnissen, infolge derer jene Leute flüchten mussten. Der zeitgeschichtliche Hintergrund der erzählten Ereignisse sind der Erste Koalitionskrieg und die Ereignisse um die Mainzer Republik.

## Binnenerzählungen
Die meisten Binnenerzählungen wurden von Goethe nach einer Vorlage, z. B. den Memoiren des Marschalls Bassompierre oder den Cent Nouvelles Nouvelles, nacherzählt bzw. bearbeitet. Einzig die Geschichte von Ferdinand und das Märchen hat Goethe selbst erdacht. Die ersten beiden Geschichten handeln von Gespenstischem (Schauernovellen), das nächste Paar, von Karl erzählt, von erotischen Abenteuern. Es folgen zwei moralische Erzählungen und das symbolische Märchen, das sich durch seine Gattungszugehörigkeit und dadurch, dass es als einzige Erzählung durch eine Überschrift abgesetzt ist, vom gesamten Zyklus abhebt.
In der wissenschaftlichen Diskussion sind vor allem zwei Problemfelder besonders hervorgetreten: zum einen das Verhältnis von Rahmenerzählung und Binnengeschichten (sowie die Genese dieser Binnengeschichten), zum anderen die Frage, ob und inwieweit Goethes Novellensammlung eine narrative Auseinandersetzung mit Schillers Konzept der ästhetischen Erziehung bedeutet. Die Unterhaltungen sind sukzessive in Schillers Zeitschrift Die Horen erschienen.